# Ты — моё сомнение
«Ты — моё сомнение» (англ. Always Be My Maybe) — американская романтическая комедия режиссёра Нахнатчки Кхан. Сценарий написан Рэндаллом Парком и Эли Вонг совместно с Майклом Голамко. Фильм был выпущен в ограниченный прокат в США 29 мая 2019 года, после чего стал доступен на Netflix.

## Сюжет
Саша Трен и Маркус Ким с детства были друзьями и росли вместе в Сан-Франциско. Саша часто проводит время у Маркуса, где его мама Джуди учит её готовить. Со временем их отношения сближаются, но после того как Джуди попадает в несчастный случай и умирает, они отдаляются и перестают общаться.
16 лет спустя Саша становится известным шеф-поваром и собирается выйти замуж за Брэндона Чои. В то же время Маркус живет и работает со своим отцом в Сан-Франциско, в свободное время играя в группе, которая иногда выступает в местных клубах. Саша разрывает с Брэнданом после того, как он снова откладывает их свадьбу. Она планирует открыть новый ресторан в Сан-Франциско и ей приходится на время опять туда вернуться. Она вновь встречает Маркуса после того как его вместе с отцом нанимают для установки кондиционера. Они опять начинают общаться, и Маркус понимает, что у него все еще есть чувства к Саше. Когда он хочет ей об этом сообщить, она говорит, что встретила мужчину, которым оказывается Киану Ривз. Они устраивают двойное свидание с подругой Маркуса Дженни в дорогом ресторане. После долгого вечера, свидание заканчивается дракой между Маркусом и Киану. Дженни остается с Киану, а Маркус с Сашой опять начинают отношения. Они посещают старый ресторан с кантонской кухней, и Саша обнаруживает, что вопреки её воспоминаниям, у них довольно вкусная еда. Через какое-то время Саша сообщает Маркусу, что она все еще планирует вернуться в Нью-Йорк для нового проекта. Когда она спрашивает его хочет ли он поехать с ней, Маркус говорит, что желает остаться в Сан-Франциско.
После общения со своим отцом Маркус понимает, что смерть его матери оставила на нем отпечаток и мешает ему строить планы на жизнь. После того как он узнает, что Саша анонимно помогает его группе, он решает поехать в Нью-Йорк и удивить ее. Они восстанавливают отношения, и Саша приводит Маркуса в свой ресторан, где показывает ему меню с блюдами, названными в честь его матери Джуди.

## В ролях
- Эли Вонг — Саша Трен
  - Мия Чех — 12 летняя Саша
  - Эшли Ляо — 14/16 летняя Саша
- Рэндалл Парк — Маркус Ким
- Джеймс Саито — Гарри Ким
- Мишель Бюто — Вероника
- Вивиан Банг — Дженни
- Киану Ривз — играет самого себя
- Сьюзэн Парк — Джуди Ким
- Дэниэл Дэ Ким — Брэндон Чои
- Каран Сони — Тони
- Эшли Ляо — Саша Трен в возрасте 14-16 лет
- Шарлин И — Джинджер

## Критика
На сайте Rotten Tomatoes фильм имеет рейтинг 90 % на основе 86 рецензий критиков со средней оценкой 7 из 10. На сайте Metacritic фильм получил оценку 64 из 100 на основе 20 рецензий, что соответствует статусу «в основном положительные отзывы».